# Protocolo de Madrid
O Sistema de Madrid ou Protocolo de Madrid (oficialmente Sistema de Madrid para o registo internacional de marcas) é um tratado internacional para registro de marcas assinado em 1991, vigorando a partir de 1998. Segundo esse acordo, uma empresa não precisa mais registrar sua marca em cada um dos países para onde exporta. Com isso, simplificam-se os processos burocráticos e reduzem-se os gastos com registros locais.  A sua base legal é o Acordo de Madrid (em espanhol, Arreglo de Madrid), tratado multilateral assinado em 1891, além do protocolo de 1991.
Em abril de 2014, o Protocolo de Madrid havia registrado 91 membros. Portugal aderiu ao original Acordo de Madrid (de 1891), em 31 de outubro de 1893, e ao Protocolo de Madrid (de 1989), em 20 de março de 1997. A adesão do Brasil foi formalizada em 26 de junho de 2019.

## Sobre a adesão do Brasil ao Protocolo de Madrid
O Brasil aderiu ao Sistema de Madri por meio do Decreto Legislativo 49 de 28/05/2019 (DOU 30/05/2019). Embora tramitasse no Congresso Nacional desde o ano de 1999, o projeto de decreto legislativo avançou rapidamente em 2019, aprovado na Câmara dos Deputados em 04 de abril, e no Senado Federal em 22 de maio. O presidente da República Jair Bolsonaro assinou aos 26 de junho o decreto de promulgação, formalizando a adesão do Brasil ao Protocolo.

### Vantagens
Segundo o Instituto Nacional de Propriedade Industrial (INPI), as principais vantagens da adesão ao Protocolo de Madrid são a simplificação de procedimentos e a redução de custos.  O Instituto, no entanto, adverte que a adesão ao protocolo exigirá adaptações na legislação brasileira. Uma delas é a criação de um sistema multiclasses, que permita que um pedido de registro seja inserido em mais de uma categoria. Hoje existem 45 classes. Pela lei nacional, é preciso fazer um pedido para cada classe. O INPI explica ainda que, pelo sistema multiclasses, se um pedido for indeferido em uma das classes, será anulado por completo.

### Desvantagens
Os opositores à adesão do Brasil ao Protocolo de Madrid argumentam que, se o registro for recusado em diversos países, o empresário terá que entrar com um recurso em cada país, o que pode ser dispendioso. Além disso, ao se fazer um pedido em determinada classe, o protocolo não exige que o autor do pedido pertença àquele ramo de atuação. Na lei brasileira, essa exigência visa evitar a pirataria, ou ainda que pessoas registrem marcas apenas para negociá-la posteriormente.
Segundo especialistas, o Protocolo de Madrid também pode dificultar a contestação de marcas estrangeiras no Brasil. Hoje, a lei brasileira exige que a pessoa domiciliada no exterior mantenha um procurador no país para representá-la judicialmente. No Protocolo de Madrid não há essa previsão.

## Países Signatários
Em 02 de julho de 2019 a lista de países signatários  era a seguinte:
| Afghanistan                                       |
| African Intellectual Property Organization (OAPI) |
| Albania                                           |
| Algeria                                           |
| Antigua and Barbuda                               |
| Armenia                                           |
| Australia                                         |
| Austria                                           |
| Azerbaijan                                        |
| Bahrain                                           |
| Belarus                                           |
| Belgium                                           |
| Bhutan                                            |
| Bosnia and Herzegovina                            |
| Botswana                                          |
| Brazil                                            |
| Brunei Darussalam                                 |
| Bulgaria                                          |
| Cambodia                                          |
| Canada                                            |
| China                                             |
| Colombia                                          |
| Croatia                                           |
| Cuba                                              |
| Cyprus                                            |
| Czech Republic                                    |
| Democratic People's Republic of Korea             |
| Denmark                                           |
| Egypt                                             |
| Estonia                                           |
| Eswatini                                          |
| European Union                                    |
| Finland                                           |
| France                                            |
| Gambia                                            |
| Georgia                                           |
| Germany                                           |
| Ghana                                             |
| Greece                                            |
| Hungary                                           |
| Iceland                                           |
| India                                             |
| Indonesia                                         |
| Iran (Islamic Republic of)                        |
| Ireland                                           |
| Israel                                            |
| Italy                                             |
| Japan                                             |
| Kazakhstan                                        |
| Kenya                                             |
| Kyrgyzstan                                        |
| Lao People’s Democratic Republic                  |
| Latvia                                            |
| Lesotho                                           |
| Liberia                                           |
| Liechtenstein                                     |
| Lithuania                                         |
| Luxembourg                                        |
| Madagascar                                        |
| Malawi                                            |
| Mexico                                            |
| Monaco                                            |
| Mongolia                                          |
| Montenegro                                        |
| Morocco                                           |
| Mozambique                                        |
| Namibia                                           |
| Netherlands                                       |
| New Zealand                                       |
| North Macedonia                                   |
| Norway                                            |
| Oman                                              |
| Philippines                                       |
| Poland                                            |
| Portugal                                          |
| Republic of Korea                                 |
| Republic of Moldova                               |
| Romania                                           |
| Russian Federation                                |
| Rwanda                                            |
| Samoa                                             |
| San Marino                                        |
| Sao Tome and Principe                             |
| Serbia                                            |
| Sierra Leone                                      |
| Singapore                                         |
| Slovakia                                          |
| Slovenia                                          |
| Spain                                             |
| Sudan                                             |
| Sweden                                            |
| Switzerland                                       |
| Syrian Arab Republic                              |
| Tajikistan                                        |
| Thailand                                          |
| Tunisia                                           |
| Turkey                                            |
| Turkmenistan                                      |
| Ukraine                                           |
| United Kingdom                                    |
| United States of America                          |
| Uzbekistan                                        |
| Zambia                                            |
| Zimbabwe                                          |